# 芦田鉄雄
芦田 鉄雄（あしだ てつお、1930年6月29日 - 2005年11月3日）は、京都府出身の俳優、声優、舞台演出家。

## 人物
劇団人間座に所属していた。
東映の時代劇やヤクザ映画に多数出演。声優のほか、舞台演出家としても活動。関西のオペラ公演を多数演出。
2005年11月3日、肺癌のため死去。75歳没。

## 出演作品

### テレビドラマ

#### 日本テレビ系列
- ダイヤル110番 第35話「脱走（前編）」（1964年）
- 37階の男 第8話「素晴らしい愚かな女」（1968年）
- 青春太閤記 いまにみておれ! 第6、7、12 - 14話（1970年）
- 桃太郎侍（高橋英樹版）
  - 第44話「手鎖慕情」（1977年） - 捨吉
  - 第81話「瞼に咲いた白い花」（1978年） - 元締
  - 第105話「北の岬の渡り鳥」（1978年） - 愛宕の勘兵衛

#### TBS系列
- 連続アクチュアルドラマ / 部長刑事（1961年 - 1990年、ABC[5]） - 樽刑事
- ブラザー劇場
  - 新吾十番勝負（1966年）
    - 第7話「疾風! 野盗が行く」 - 鉄六
    - 第8話「獣の通る道」、 第9話「渓谷の銃声」 - 熊右ヱ門

  - 熱血猿飛佐助 第17話「花嫁は心の中に」（1973年） - 黒田朱門
- 白頭巾参上（ABC）
  - 第9話「眼には眼を」（1969年） - きこり
  - 第27話「声なき戦い」（1970年）
- ナショナル劇場
  - 水戸黄門
    - 第2部 第22話「怒れ! 格さん」（1971年） - 赤銅屋の子分
    - 第8部 第2話「駕籠屋になった助さん格さん」（1977年） - 力士
    - 第11部 第23話「鎌倉彫にかけた意地」（1981年） - 相模屋の手下
    - 第12部 第21話「湯気に隠れた悪企み」（1982年） - 商人
    - 第13部 第19話「萩焼き頑固くらべ」（1983年） - やくざ

  - 大岡越前 第3部 第23話「狙われた男」（1972年） - 和助（牢名主）
  - 雪姫隠密道中記 第20話「危い財布に手を出すな - 清水 -」（1980年）
- 女人平家 第4話「学びの友」（1971年、ABC）
- 必殺シリーズ（ABC）
  - 必殺仕掛人 第23話「おんな殺し」（1973年） - 赤大黒の市兵衛
  - 必殺仕置人 第12話「女ひとりの地獄旅」（1973年） - 松平藩士
  - 助け人走る 第5話「御生命大切」（1973年） - 山谷軍平

#### フジテレビ系列
- 白雪劇場 / 虎の子作戦 第31話「要人暗殺計画」（1963年、KTV）
- 仮面の忍者 赤影（1967年、KTV） - 鬼面坊
  - 第1話「怪物蟇法師」
  - 第10話「怪忍者黒蝙蝠」
  - 第11話「鬼念坊鉄車」
- 銭形平次 (大川橋蔵)
  - 第71話「稲妻組御用」（1967年）
  - 第256話「辻占せんべい」（1971年）
  - 第540話「わくら葉の女」（1976年） - 仙造
  - 第646話「十手に賭けたお静の命」（1978年） - に組の頭
  - 第707話「青柳同心、恋す」（1980年）
  - 第796話「初恋の罠」（1982年） - 道場主
- 大奥（1968年） - 小栗上野介
- 大坂城の女 第35話「生きていた亡霊」（1970年、KTV）
- 女人武蔵 第18話（1971年、KTV）
- 二人の素浪人 第11話「宿場牢の襲撃を断て!」（1972年） - 辰三
- 柳生一族の陰謀 第24話「赤い薔薇には手を出すな」（1979年、KTV）
- 阪急ドラマシリーズ / おだいじに…気になるあいつ Take It Easy 第10話「特効薬はミニバイク?!」（1981年） - 西沢勝治
- 服部半蔵 影の軍団（1982年、KTV）
  - 影の軍団II 第24話「くノ一秘法“双面の術”」 - 豊前屋助左衛門
  - 影の軍団III 第16話「容疑者は三度消える」

#### テレビ朝日系列
- ポーラ名作劇場 / 帯（1963年、MBS） - 幾屋
- 新選組血風録 第2話「誠の旗」、第3話「昏い炎」（1965年）
- 素浪人 月影兵庫 第1シリーズ
  - 第4話「黒い霧が流れていた」（1965年） - 宮部軍之進
  - 第26話「みんな夢を持っていた」（1966年） - 源辰
- 用心棒シリーズ
  - 俺は用心棒
    - 第1作 第13話「雷雨の日に」（1967年）
    - 第4作 第12話「暁に染まるころ」（1969年）

  - 帰って来た用心棒
    - 第3話「送り火が燃えるとき」（1968年）
    - 第32話「失踪」（1969年）
- 天を斬る
  - 第12話「襲撃札の辻」（1969年） - 浪士
  - 第20話「雪割人形」（1970年） - 辰蔵
- 燃えよ剣（1970年） - 服部武雄
  - 第12話「策士」
  - 第15話「わかれ雲」
  - 第16話「残月油小路」
- 遠山の金さん捕物帳
  - 第13話「白州で殺された男」（1970年） - 駕籠かき与作
  - 第86話「代貸に惚れた女」（1972年） - 奥田
- 素浪人 花山大吉 第98話「恋する女は強かった」（1970年）
- さむらい飛脚 第3話「身がわり街道」（1971年）
- 軍兵衛目安箱 第4話「春十年」（1971年）
- 世なおし奉行 第19話「黒い街道」（1972年）
- 地獄の辰捕物控 第11話「お玉の足が辰を追う」（1972年）
- 長谷川伸シリーズ 第22話「抱き寝の長脇差」（1973年）
- 次郎長三国志 （1974年）
- 必殺シリーズ（ABC）
  - 必殺仕業人（1976年）
    - 第9話「あんた この仕組をどう思う」 - 大月
    - 第17話「あんた この掠奪をどう思う」 - ガエン

  - 新・必殺仕置人 第34話「軍配無用」（1977年） - 相馬
  - 必殺からくり人・富嶽百景殺し旅 第7話「駿州江尻」（1978年） - 利兵ヱ
  - 翔べ! 必殺うらごろし 第13話「手が動く! 画家でないのに絵を描いた」（1979年） - 吉野屋忠兵ヱ
  - 必殺仕事人（1979年版） 第5話「三十両で命が買えるか?」（1979年） - 源造
  - 新・必殺仕舞人 第7話「貝殻節は子捨て唄」（1982年） - 弁妙（先達）
- 遠山の金さん 第1シリーズ 第42話「花火に賭けた心意気」（1976年）
- 人形佐七捕物帳 第13話「謎を運んだ難破船」（1977年） - 嘉助
- 吉宗評判記 暴れん坊将軍
  - 第80話「暴走! 旗本八万騎」（1979年） - 板倉且元
  - 第175話「百万石の冷飯くらい」（1981年） - 権蔵
  - 第207話（最終回）「しばし名残の八百八町」（1982年） - 甚左
- 柳生あばれ旅 第15話「裏切者は女で殺せ -藤川-」（1981年） - 酒井将監
- 長七郎天下ご免! 第69話「二人ぼっちの江戸の青春（はる）」（1981年） - 儀十
- 赤かぶ検事奮戦記II 第9話「坊主めくり」（1982年）
- 源九郎旅日記 葵の暴れん坊 第20話「燃やせ玄海! 男の炎」（1982年） - たつまき

#### 東京12チャンネル→テレビ東京
- 悪党狩り 第2話「八丁堀無情」（1980年） - 伝八
- 斬り捨て御免! 第3シリーズ 第17話「湯殿で襲われた女賭博師」（1982年）

### 映画
※『かげろう』、『裸の十九才』、『わが道』以外、東映京都撮影所配給作品
- 天草四郎時貞（1962年） - 山善右衛門
- 懲役十八年（1967年） - 刑務所長
- 無理心中 日本の夏（1967年） - 姫路
- 旅に出た極道（1969年） - 南海丸船長
- 飛びだす冒険映画 赤影（1969年） - 鬼面坊
- 日本女侠伝 侠客芸者（1969年） - 松本 ※ノンクレジット
- かげろう（1969年、松竹）
- 関東テキヤ一家（1969年） - 署長
- 裸の十九才（1970年、東宝） - ガードマン
- 緋牡丹博徒 お命戴きます（1971年） - 及川村長
- 山口組三代目（1973年） - 駒錦
- 仁義なき戦いシリーズ
  - 仁義なき戦い 頂上作戦（1974年） - 県警本部課長
  - 新仁義なき戦い 組長最後の日（1976年） - 山下捜査四課課長
- 女子大生失踪事件 熟れた匂い（1974年） - 宍戸順三郎
- 三代目襲名（1974年） - 刑務所戒護課長
- わが道（1974年、近代映画協会）
- あゝ決戦航空隊（1974年）
- やくざの墓場 くちなしの花（1976年） - 西尾刑事部長
- 日本の首領
  - 日本の首領 野望篇（1977年） - 荒崎至（社民党代議士）
  - 日本の首領 完結篇（1978年） - リカルト・アベイラ

### テレビアニメ
- じゃりン子チエ（MBS）
  - じゃりン子チエ 第16話「相撲大会近し 強敵デク登」、第18話「相撲大会 テツ対デク登」（1982年） - デク登
  - チエちゃん奮戦記 じゃりン子チエ 第8話「テツの白星ホルモン」（1991年） - 解説者